# Rize (circonscription électorale)
Pour les articles homonymes, voir Rize (homonymie).
La circonscription électorale de Rize correspond à la province du même nom et envoie trois députés à la Grande Assemblée nationale de Turquie.

## Composition
La circonscription de Rize est divisée en 12 districts (ilçe). Chaque district est composé d'un chef-lieu et de municipalités (communes et villages).

## Résultats électoraux

### Élections législatives de 2018
| Partis                   | Partis                                        | Voix    | %     | Sièges | +/-           | Élus                                            |
| ------------------------ | --------------------------------------------- | ------- | ----- | ------ | ------------- | ----------------------------------------------- |
|                          | Parti de la justice et du développement (AKP) | 145 412 | 64,85 | 3      |               | Hayati Yazıcı, Osman Aşkın Bak et Muhammed Avcı |
|                          | Parti républicain du peuple (CHP)             | 29 234  | 13,04 | 0      | en stagnation |                                                 |
|                          | Parti d'action nationaliste (MHP)             | 27 831  | 12,41 | 0      | en stagnation |                                                 |
|                          | Le Bon Parti (İYİ)                            | 13 479  | 6,01  | 0      | Nv.           |                                                 |
|                          | Parti de la félicité (SP)                     | 4 187   | 1,87  | 0      | en stagnation |                                                 |
|                          | Parti démocratique des peuples (HDP)          | 3 214   | 1,43  | 0      | en stagnation |                                                 |
|                          | Parti patriote (VATAN)                        | 372     | 0,17  | 0      | en stagnation |                                                 |
|                          | Parti de la cause libre (HÜDA PAR)            | 236     | 0,11  | 0      | en stagnation |                                                 |
|                          | Indépendants (Ind.)                           | 276     | 0,12  | 0      | en stagnation |                                                 |
|                          |                                               |         |       |        |               |                                                 |
| Total                    | Total                                         | 224 241 | 100   | 3      | en stagnation | -                                               |
| Inscrits / participation | Inscrits / participation                      | 252 766 | 87,87 |        |               |                                                 |

### Élections législatives de 2023
| Partis                   | Partis                                        | Voix    | %     | Sièges | +/-           | Élus                            |
| ------------------------ | --------------------------------------------- | ------- | ----- | ------ | ------------- | ------------------------------- |
|                          | Parti de la justice et du développement (AKP) | 127 719 | 53,34 | 2      | 1             | Muhammed Avcı et Harun Mertoğlu |
|                          | Parti républicain du peuple (CHP)             | 51 331  | 21,44 | 1      | 1             | Tahsin Ocaklı                   |
|                          | Parti d'action nationaliste (MHP)             | 31 034  | 12,96 | 0      | en stagnation |                                 |
|                          | Nouveau parti de la prospérité (YRP)          | 12 063  | 5,04  | 0      | Nv.           |                                 |
|                          | Parti de la victoire (ZP)                     | 4 152   | 1,73  | 0      | Nv.           |                                 |
|                          | Parti de la grande unité (BBP)                | 3 727   | 1,56  | 0      | en stagnation |                                 |
|                          | Parti de la patrie (M)                        | 2 451   | 1,02  | 0      | Nv.           |                                 |
|                          | Parti de la gauche verte (YSP)                | 1 495   | 0,62  | 0      | en stagnation |                                 |
|                          | Parti de la mère patrie (ANAP)                | 1 414   | 0,59  | 0      | en stagnation |                                 |
|                          | Parti de la justice (AP)                      | 958     | 0,40  | 0      | Nv.           |                                 |
|                          | Parti des travailleurs de Turquie (TIP)       | 919     | 0,38  | 0      | en stagnation |                                 |
|                          | Parti des droits et libertés (HAK)            | 287     | 0,12  | 0      | en stagnation |                                 |
|                          | Parti jeune (GP)                              | 284     | 0,12  | 0      | en stagnation |                                 |
|                          | Le Bon Parti (İYİ)                            | 283     | 0,12  | 0      | en stagnation |                                 |
|                          | Parti de la nation (MP)                       | 249     | 0,10  | 0      | en stagnation |                                 |
|                          | Parti de gauche (SOL)                         | 179     | 0,07  | 0      | en stagnation |                                 |
|                          | Parti de libération du peuple (HKP)           | 170     | 0,07  | 0      | en stagnation |                                 |
|                          | Parti communiste de Turquie (TKP)             | 169     | 0,07  | 0      | en stagnation |                                 |
|                          | Parti patriote (VATAN)                        | 168     | 0,07  | 0      | en stagnation |                                 |
|                          | Parti de l'union du pouvoir (GBP)             | 152     | 0,06  | 0      | Nv.           |                                 |
|                          | Parti de la route nationale (MYP)             | 124     | 0,05  | 0      | Nv.           |                                 |
|                          | Mouvement communiste (TKH)                    | 61      | 0,03  | 0      | Nv.           |                                 |
|                          | Parti de l'innovation (YP)                    | 49      | 0,02  | 0      | Nv.           |                                 |
|                          | Parti de la justice et de l'unité (AB)        | 11      | 0,00  | 0      | Nv.           |                                 |
|                          |                                               |         |       |        |               |                                 |
| Total                    | Total                                         | 239 449 | 100   | 3      | en stagnation | -                               |
| Inscrits / participation | Inscrits / participation                      | 265 362 | 89,09 |        |               |                                 |